# カメレオン・アーミー (漫画)
『カメレオン・アーミー』は、安野モヨコによる日本の短編漫画作品およびその短編を収録した単行本。

## 「カメレオン・アーミー」

### 概要
「カメレオン・アーミー」は、短編漫画単行本『カメレオン・アーミー』の表題作。『コーラス』（集英社）増刊『コーラススペシャルWinter』1997年2月20日号に掲載された。全35ページ。

### あらすじ
不倫が原因で勤務会社を変わった新田祐子だったが、そこはさえないオヤジばかりの会社だった。一人だけ居た“地味な女子社員”大山美奈子を内心馬鹿にする祐子。しかし、美奈子は祐子のメイクやファッションをそっくり真似して変わってゆく。美奈子が密かにあこがれていた浅野と祐子の一夜の過ちにより、それは決定的になる。メイクやファッションだけでなく言葉遣いや行動まで真似して「新田くんが二人いるようだ」とオヤジ社員から言われるまでになる。祐子は自分の姿が奪われるように感じる。やがて、美奈子は会社を辞めて華やかな職場に転職してゆく。一人残った“地味な女子社員”祐子は、新たに入ってきた女子社員を迎えることになるのだった。

### 登場人物
新田祐子
前の会社を不倫が原因で辞めて、文房具卸しの小さな会社・株式会社三嶋商会に転職。流行のメイク、流行のファッションで、すぐに職場の華となる。
大山美奈子
三嶋商会に一人だけ居た地味なOL。同僚の浅野にあこがれているが、引っ込み思案な性格ゆえ何もできない。入社してきた祐子に何かとすり寄る。
浅野
三嶋商会の社員で“少しはましな男”。既婚者。

## 「夜の王子様」

### 概要
「夜の王子様 Chapter1」「夜の王子様 Chapter2」は、『コーラス』（集英社）1997年4月号と1997年7月号に掲載された。2作共に全33ページ。

### 登場人物
鷹塔蜜雪（たかとうみゆき）
通称・夜の王子様。心が疲れた女性に魔法をかける。ホストクラブの従業員ということではなく、本当に“魔法”をかける。2話共通登場。
大崎ユリ
「Chapter1」の主人公。雑誌編集者。
近田織恵
「Chapter2」の主人公。売れなくなった元・アイドル。

## 単行本収録作品
- 「カメレオン・アーミー」
- 「夜の王子様 Chapter1」
- 「夜の王子様 Chapter2」
- 「渚にまつわるエトセトラ」 『FEEL YOUNG』増刊『メロディーズ』（祥伝社）掲載
- 「X-GIRLの血は騒ぐ」 『文藝春秋』8月臨時増刊号 Summer Special『コミック95』（文藝春秋）掲載
- 「東京バンビージャンプ」 『ビジネスジャンプ増刊エクストラ』1995年10月10日号（集英社）掲載
- 「シナモン・ガール」 『別冊フレンド』1995年4月号増刊『ガーリー』（講談社）掲載

## 書誌情報
安野モヨコ 『カメレオン・アーミー』 （祥伝社）（FEELコミックスGOLD）全1巻
- 1巻、1999年5月31日発行、ISBN 4-39-676201-1